# Circunscripción electoral de Mallorca

Circunscripción de Mallorca
Cortes Generales* Senado: 3 senadores (de 266)Parlamento de las Islas Baleares* 33 escaños (de 59)Consejo Insular de Mallorca* 33 escaños (de 33)

Mallorca es una circunscripción electoral española, utilizada como distrito electoral para el Senado, que es la Cámara Alta del Parlamento español. Se corresponde con la isla de Mallorca y elige 3 senadores. Mallorca también es una de las 4 circunscripciones electorales de las Islas Baleares para las elecciones autonómicas, la cual escoge a 33 diputados de los 59 que conforman el Parlamento de las Islas Baleares. Además, también constituye la circunscripción única para elegir a los 33 consejeros del Consejo Insular de Mallorca.

## Ámbito de la circunscripción y sistema electoral
En virtud del artículo 69.3 de la Constitución Española de 1978 los límites de la circunscripción deben ser los mismos que los de la isla de Mallorca. El voto es sobre la base de sufragio universal secreto. En virtud del artículo 12 de la Constitución, la edad mínima para votar es de 18 años.
En el caso del Senado, el sistema electoral sigue el escrutinio mayoritario plurinominal. Se eligen tres senadores y los partidos pueden presentar un máximo de dos candidatos. Cada elector puede escoger hasta dos senadores, pertenezcan o no a la misma lista. Los tres candidatos más votados son elegidos.

## Consejo Insular de Mallorca

### Consejeros obtenidos por partido (1979-2023)
|                        | Partido Popular de las Islas Baleares    | PPIB      | 0  | 11 | 13 | 18 | 16 | 16 | 16 | 16 | 19 | 10 | 7  | 13 |
|                        | Partido Socialista de las Islas Baleares | PSIB-PSOE | 6  | 11 | 11 | 11 | 8  | 8  | 9  | 11 | 10 | 7  | 10 | 9  |
|                        | Partido Socialista de Mallorca           | PSM       | 2  | 2  | 2  | 3  | 5  | 4  | 3  | 0  | 4  |    |    |    |
|                        | Izquierda Unida de las Islas Baleares    | EUIB      | 1  | 0  | 0  | 0  | 2  | 2  | 2  | 3  | 0  | 0  | 3  | 0  |
|                        | Podem Illes Balears                      | PODEM     |    |    |    |    |    |    |    |    |    | 5  | 3  | 0  |
|                        | Més per Mallorca                         | MÉS       |    |    |    |    |    |    |    |    |    | 6  | 4  | 4  |
|                        | Vox                                      | VOX       |    |    |    |    |    |    |    |    |    | 0  | 3  | 5  |
|                        | El Pi-Proposta per les Illes             | EL PI     |    |    |    |    |    |    |    |    |    | 3  | 3  | 2  |
|                        | Ciudadanos-Partido de la Ciudadanía      | CS        |    |    |    |    |    |    |    |    |    | 2  | 3  | 0  |
| Partidos desaparecidos |                                          |           |    |    |    |    |    |    |    |    |    |    |    |    |
|                        | Unió Mallorquina                         | UM        |    | 6  | 4  | 0  | 2  | 3  | 3  | 3  |    |    |    |    |
|                        | Unión de Centro Democrático              | UCD       | 15 |    |    |    |    |    |    |    |    |    |    |    |
|                        | Centro Democrático y Social              | CDS       |    | 0  | 3  | 0  | 0  | 0  | 0  |    |    |    |    |    |
|                        | Unió Independent de Mallorca             | UIM       |    |    |    | 1  |    |    |    |    |    |    |    |    |
| Total                  | Total                                    | Total     | 24 | 30 | 33 | 33 | 33 | 33 | 33 | 33 | 33 | 33 | 33 | 33 |

## Parlamento de las Islas Baleares

### Diputados obtenidos por partido (1983-2023)
|                        | Partido Popular de las Islas Baleares    | PPIB      | 11 | 13 | 18 | 16 | 16 | 16 | 16 | 19 | 10 | 7  | 13 |
|                        | Unió Mallorquina                         | UM        | 6  | 4  | 18 | 2  | 3  | 3  | 3  |    |    |    |    |
|                        | Partido Socialista de las Islas Baleares | PSIB-PSOE | 11 | 11 | 11 | 8  | 8  | 9  | 10 | 10 | 7  | 10 | 10 |
|                        | Partit Socialista de Mallorca            | PSM       | 2  | 2  | 3  | 5  | 4  | 3  | 4* | 4* | 6  | 4  | 4  |
|                        | Més per Mallorca                         | MÉS       |    |    |    |    |    |    | 4* |    | 6  | 4  | 4  |
|                        | Izquierda Unida de las Islas Baleares    | EUIB      |    | 0  | 0  | 2  | 2  | 2  | 0  | 0  | 3  | 5  | 0  |
|                        | Podem Illes Balears                      | PODEM     |    |    |    |    |    |    |    |    | 3  | 5  | 0  |
|                        | Vox                                      | VOX       |    |    |    |    |    |    |    |    |    | 3  | 6  |
|                        | El Pi-Proposta per les Illes Balears     | El Pi     |    |    |    |    |    |    |    |    | 3  | 3  | 0  |
|                        | Ciudadanos-Partido de la Ciudadanía      | CS        |    |    |    |    |    |    |    |    | 2  | 3  | 0  |
| Partidos desaparecidos |                                          |           |    |    |    |    |    |    |    |    |    |    |    |
|                        | Centro Democrático y Social              | CDS       | 0  | 3  | 0  |    |    |    |    |    |    |    |    |
|                        | Unió Independent de Mallorca             | UIM       |    |    | 1  |    |    |    |    |    |    |    |    |
| Total                  | Total                                    | Total     | 30 | 33 | 33 | 33 | 33 | 33 | 33 | 33 | 33 | 33 | 33 |

- En 2011, el Partit Socialista de Mallorca y Els Verds de Mallorca se presentaron en coalición.

## Senado

### Senadores obtenidos por partido (1977-2023)
| Candidatura            | Candidatura                 | 1977 | 1979 | 1982 | 1986 | 1989 | 1993 | 1996 | 2000 | 2004 | 2008 | 2011 | 2015 | 2016 | 2019 (I) | 2019 (II) | 2023 |
| ---------------------- | --------------------------- | ---- | ---- | ---- | ---- | ---- | ---- | ---- | ---- | ---- | ---- | ---- | ---- | ---- | -------- | --------- | ---- |
|                        | Partido Popular             | 0*   | 0    | 1*   | 1*   | 2    | 2    | 2    | 2    | 2    | 2    | 2    | 2    | 2    | 1        | 1         | 2    |
|                        | PSOE                        | 1    | 1    | 2    | 2    | 1    | 1    | 1    | 1    | 1    | 1    | 1    | 0    | 0    | 2        | 2         | 1    |
|                        | Unidas Podemos-Unides Podem |      |      |      |      |      |      |      |      |      |      |      | 1    | 1    | 0        | 0         | 0    |
| Partidos desaparecidos |                             |      |      |      |      |      |      |      |      |      |      |      |      |      |          |           |      |
|                        | Unión de Centro Democrático | 2    | 2    | 0    |      |      |      |      |      |      |      |      |      |      |          |           |      |
| Total                  | Total                       | 3    | 3    | 3    | 3    | 3    | 3    | 3    | 3    | 3    | 3    | 3    | 3    | 3    | 3        | 3         | 3    |

- En las Elecciones generales de 1986, el Partido Popular se presentó como Coalición Popular (CP).